# 돈 카밀로 신부의 작은 전쟁
돈 카밀로 신부의 작은 전쟁(Le Petit Monde De Don Camillo, The Little World Of Don Camillo)은 이탈리아에서 제작된 줄리앙 뒤비비에르 감독의 1952년 코미디 영화이다. 페르난델 등이 주연으로 출연하였고 쥬세페 아마토 등이 제작에 참여하였다.

## 출연

### 주연
- 페르난델
- 지노 세르비
- 베라 탈치

### 조연
- 프랑코 인테르렝기
- 찰스 비지에르
- 클라라 오터리 페페

## 제작진
- 원작자: 조반니 과레스키